# Atchoo! (desenho animado)
Atchoo! (conhecido como Atchim! no Brasil) é um desenho animado feito em animação 2D produzido por Cartobaleno (que também produziu The Davincibles), Studio Campedelli e Cosmos Maya Animation. No Brasil, a animação é exibida no canal de TV por assinatura Nat Geo Kids  com dublagem nacional, feita no estúdio de dublagem Universal Cinergia. Em Portugal, é exibida pelo canal pago Nickelodeon e pelo canal aberto RTP2 no espaço Zig Zag.
O canal italiano Rai Gulp estreou a série no dia 27 de junho de 2018.

## Sinopse
Teo é um menino que nasceu com uma característica curiosa: toda vez que espirra, ele se transforma em um animal! Além disso, ele não consegue controlar seus espirros, nem saber qual animal pode se tornar.

## Personagens

### Principais
- Teo - É um garoto feliz. Adora as revistas em quadrinhos do Sr. Impossível. Quando sente uma emoção forte, espirra e vira um animal.
- Flo - Ela adora animais e é uma especialista no assunto. isso é bom na hora ajudar Teo quando ele vira um animal.
- Peter - É um dos melhores amigos de Teo. Adora sanduíche e tem medo de galinha.

### Recorrentes
- Stan, Otis e Gunther - Três nomes, mas um fato: problemas para Teo e seus amigos!
- Crystal - É a paixão de Teo. Ela adora unicórnios e pintar as unhas.
- Diretora Hammer (BR: Diretora Martelo) - É a diretora do colégio onde Teo, Flo e Peter estudam.
- Goro - É um menino muito esperto.

## Lista de episódios

### Primeira temporada
| # | Título                                       |
| --- | -------------------------------------------- |
| 1 | "Missão: Helicóptero"                        |
| Teo chama seus amigos para brincar com seu novo e incrível helicóptero de controle remoto. Porém, o brinquedo acaba caindo no jardim da Diretora Hammer, que com certeza o destruirá se o encontrar. Com isso, eles precisam recuperá-lo!           |                                              |
| 2 | "O Grande Pesadelo"                          |
| Teo espirra durante um terrível pesadelo e acorda como um pinguim. Então, Teo diz a seus amigos, Flo e Peter, que ele decidiu nunca mais voltar a dormir. No entanto, não será fácil ficar acordado tantas noites.                                  |                                              |
| 3 | "Caracol Fugitivo"                           |
| Com a chegada do Dia dos Bichos de Estimação, cada turma da escola precisa cuidar de um animalzinho. Todos estão animados com a ideia, exceto Teo, já que no ano passado ele se transformou em um gato e quase comeu o canário da turma!            |                                              |
| 4 | "Minha escola extraterrestre"                |
| Peter conta que viu um estranho ser levado por um misterioso raio de luz. Ao ouvir isso, Teo fica animado para investigar a existência de alienígenas! Em sua busca pelos extraterrestres, ele encontra pistas que o levam até sua escola!          |                                              |
| 5 | "O menino mais forte"                        |
| Teo está determinado a ganhar um jogo de teste de força com um martelo em um parque de diversões. Principalmente porque o prêmio deste brinquedo é um unicórnio de pelúcia, que é o favorito de sua amada Crystal!                                  |                                              |
| 6 | "Velho Willy"                                |
| No Museu de História Natural, Teo, Flo e Peter acidentalmente derrubam o esqueleto de um Megalossauro, chamado Velho Willy, que o Professor Rex descobriu recentemente. Agora, eles precisam montá-lo de novo o mais rápido possível!               |                                              |
| 7 | "Teo Mágico"                                 |
| Teo perde sua entrada para o circo. Porém, ele logo vê um filhote de gorila brincando com o ingresso. Teo tenta desesperadamente recuperá-lo, mas ele acaba tendo que encarar a mamãe gorila. Será que ele chegará a tempo para ver o show?         |                                              |
| 8 | "Um dia na Neve"                             |
| Teo vai a uma excursão na montanha com a turma para construírem esculturas de gelo. No caminho até o topo, Teo espirra e se transforma em um camelo! Com isso, ele acaba escorregando e derrubando também Al Pine e a Diretora Hammer.              |                                              |
| 9 | "Detetive Téo e o caso do Unicórnio Perdido" |
| Peter fica tão nervoso com a prova de Geografia faz uma bola de chiclete tão grande que explode dentro da sala. Logo depois disso, todos se dão conta de que o lápis de unicórnio de Crystal desapareceu. Agora, eles precisam encontrá-lo!         |                                              |
| 10 | "Um Escola Cinco Estrelas"                   |
| Um famoso programa de TV vai até a escola de Teo. Com isso, a Diretora Hammer manda todos irem à escola bem penteados e com uniformes e impecáveis. Porém, Teo passa por apuros ao manchar seu uniforme e se transformar em um macaco!              |                                              |
| 11 | "Super Peter"                                |
| Teo aprende uma técnica de camuflagem para escapar da perseguição de Stan e seus dois amigos, Otis e Gunther. Por outro lado, Peter não se sente intimidado e decide enfrentar a turma de valentões com suas novas técnicas de artes marciais.      |                                              |
| 12 | "O Soluço"                                   |
| Flo precisa apresentar sua pesquisa sobre uma espécie baleia do norte para a comunidade científica, e está muita animada com isso. Porém, ela começa soluçar inesperadamente sem parar, e agora, Teo e Peter precisam ajudá-la em sua apresentação. |                                              |
| 13 | "Jogos Teolímpicos"                          |
| 14 | "Fobia de Frango"                            |
| Teo está esperando Peter para conseguir vencer Flo em seu jogo de videogame favorito. Porém, Peter está preso em sua própria casa! Acontece é que uma galinha escapou do galinheiro e Peter morre de medo delas! Agora, Teo precisa resgatá-lo!     |                                              |
| 15 | "Um dia calmo"                               |
| Teo vai para escola pensando em todas as vezes que ele espirrou e precisou enfrentar situações imprevistas. Então, ele decide resistir a todas suas emoções, para assim evitar seus espirros e suas transformações.                                 |                                              |
| 16 | "A Escola do Futuro"                         |
| A escola de Teo tem agora um robô! A nova e poderosa máquina conta com uma tecnologia de ponta e será usada para substituir Marius. Com isso, Teo e seus amigos precisam ajudá-lo a salvar seu trabalho.                                            |                                              |
| 17 | "O Tesouro do Capitão Garra"                 |
| Teo e seus amigos procuram coisas antigas para doar, quando de repente encontram uma garrafa que contém um mapa do tesouro. Porém, Stan fica sabendo disso e decide roubar o mapa e encontrar o tesouro antes de Teo e seus amigos.                 |                                              |
| 18 | "Meu pai Engraçado"                          |
| Teo chega da escola e tenta entrar em casa sem ser percebido. Porém, seu pai o espera ansioso para uma tarde de muita diversão! Ele quer levá-lo ao parque para participar em um famoso concurso de talentos!                                       |                                              |
| 19 | "Teo contra o Mundo"                         |
| Teo e seus amigos vão a um jogo de mini golf. Porém, Teo não sabe jogar muito bem e faz com que uma enorme fila se forme atrás dele. Ele espirra e se transforma em um babuíno, o que não ajuda em nada e termina causando muita confusão.          |                                              |
| 20 | "Chef Teo"                                   |
| Teo e sua turma são convidados para a inauguração do restaurante do tio Shanty. Entre os convidados está uma misteriosa crítica, que ao ver Teo espirrar e se tornar um animal, decide fazer um comentário fantástico sobre o restaurante!          |                                              |
| 21 | "Você pode guardar um segredo?"              |
| Teo esbarra na sua professora e descobre que ela está levando um bolo de aniversário surpresa para Marius. Então, ele se oferece para ajudá-la! A missão de Teo será manter tudo em segredo até a hora da festa.                                    |                                              |
| 22 | "Onde você está, Sr. Jimmy Malvado?"         |
| Stan perde sua marionete, o Malvado Sr. Jimmy, e com isso, ele para de agir como um valentão e se torna amigo de Teo, Flo e Peter. Porém, a turma não gosta nada disso e decidem ajudá-lo a encontrar a marionete para que ele volte ao normal.     |                                              |
| 23 | "Finalmente Sozinho!"                        |
| Peter e Flo vão até a casa de Teo para brincar, mas algo atrapalha seus planos: os pais de Teo saem para passear e com isso, eles têm que cuidar de Mary até a babá chegar. Uma tarefa nada fácil, pois essa garotinha não é nada tranquila.        |                                              |
| 24 | "Na fazenda"                                 |
| Na fazenda de Peter, todos ficam tensos pois sua vaca Carola passou para a final de um concurso, mas seus pais esqueceram de inscrevê-la. Então, Peter e seus amigos devem cuidar dela enquanto seus pais saem para resolver a situação.            |                                              |
| 25 | "X-Teo"                                      |
| Todos estão entusiasmados com uma reportagem que fala sobre as pegadas de Teo deixadas no parque. Porém, enquanto ele e Peter ficam animados com a possibilidade de se tornarem famosos, Flo está preocupada com as consequências disso.            |                                              |
| 26 | "O retorno do Sr. Impossível"                |
| Ao assistir à gravação de um filme, Teo se transforma em uma hiena. O animal chama a atenção do diretor, que o leva para atuar ao lado do seu herói favorito. O problema é que Teo precisa conter sua risada de hiena durante as filmagens.         |                                              |

### Segunda temporada
| #  | Título                   |
| -- | ------------------------ |
| 27 | "Precisa Entender!"      |
| 28 | "Magnificamente Teo!"    |
| 29 | "O Fantasma"             |
| 30 | "Senso de Desorientação" |

## Vozes
| Personagem                                                | Voz castelhana                | Voz brasileira                   | Voz original          |
| --------------------------------------------------------- | ----------------------------- | -------------------------------- | --------------------- |
| Teo                                                       | Ander Torres                  | Andre Matias                     | Annalisa Longo        |
| Flo                                                       | Anja Parra                    | Martha Rhaulin                   | Valentina Pallavicino |
| Peter                                                     | Julian Roig                   | Erlaine Fonseca                  | Davide Garbolino      |
| Diretora Hammer/Señorita Martillon (BR: Diretora Martelo) | Magda Giner                   | Neusa Martinez                   | Patrizia Salmoiraghi  |
| Stan                                                      | Luis Leonardo Suarez          | Arnaldo Ribeiro                  |                       |
| Otis                                                      | Hector Cuevas                 | Maycow Rodrigues                 |                       |
| Gunther                                                   | Leonardo Becerril             | Alexandre Neto                   |                       |
| Marius                                                    | Roberto Cuevas                | Marcos Ommati                    |                       |
| Crystal                                                   | Nycolle Florencia             | Danielle Merseguel               |                       |
| Alex                                                      | Manuel Campuzano              | Gilberto Cardoso                 |                       |
| Goro                                                      | Jose Luis Piedra              | Rodrigo Paiva                    |                       |
| Alice                                                     | Jocelyn Robles                | Lilian Paiva                     |                       |
| Oscar                                                     | Tenyo Vargas                  | Marcio Scheer                    |                       |
| Shanti                                                    | Estefania Piedra              | Tammy Alonso                     |                       |
| Miss Teacher/Miss Enseña (BR: Dona Mestra)                | Denice Cobayassi              | Ana Paula Apollonio              |                       |
| Ramon                                                     | Miguel Angel Ruiz             | Sean Stanley                     |                       |
| Hannah                                                    |                               | Ana Cristina Roma                |                       |
| Equipe de dublagem & Estado ( Espanha e Brasil)           |                               |                                  |                       |
| Tradutor                                                  | Diretor                       | Estúdio                          | Estado                |
| Federico Hulverson Gregor Izidro                          | Jorge Raig Jr. Martha Rhaulin | BTI Studios (Universal Cinergia) | Dublagem finalizada   |

## Ligações Externas
Site oficial da Cartobaleno
"Atchoo!" Portfólio